# کاوازو دل تومبا
کاوازو دل تومبا (به ایتالیایی: Cavaso del Tomba) یک کومونه در ایتالیا است که در استان ترویزو واقع شده‌است.

## خصوصیات
کاوازو دل تومبا ۱۸٫۹۶ کیلومترمربع مساحت و ۲٬۹۶۵ نفر جمعیت دارد و ۲۴۸ متر بالاتر از سطح دریا واقع شده‌است.